# Barleux
Barleux je francouzská obec v departementu Somme v regionu Hauts-de-France. V roce 2012 zde žilo 249 obyvatel.

## Sousední obce
Assevillers, Belloy-en-Santerre, Biaches, Éterpigny, Flaucourt, Péronne, Villers-Carbonnel

## Vývoj počtu obyvatel
Počet obyvatel